# Sent Soplesí de Romanhac
Sent Suplesí de Romanhac (en francès Saint-Sulpice-de-Roumagnac) és un municipi francès situat al departament de la Dordonya i a la regió de la Nova Aquitània.

## Demografia
| 1962                                       | 1968 | 1975 | 1982 | 1990 | 1999 | 2007 |
| ------------------------------------------ | ---- | ---- | ---- | ---- | ---- | ---- |
| 301                                        | 305  | 238  | 242  | 232  | 226  | 216  |
| Des de 1962: població sense dobles comptes |      |      |      |      |      |      |

## Administració
| Període   | Identitat        | Partit |
| --------- | ---------------- | ------ |
| 2001-2008 | Jean-Paul Rosely |        |
| 2008-     | Philippe Dubourg |        |